# Conor Kostick
Conor Kostick est un historien et écrivain irlandais de langue anglaise né le 26 juin 1964 dans le Cheshire en Angleterre.

## Biographie

### Historien, journaliste et écrivain
Conor Kostick enseigne l’histoire médiévale au Trinity College de Dublin. Il est aussi l’un des rédacteurs du journal irlandais Socialist Worker et du Journal of Music in Ireland. Il est l’auteur de nombreux articles sur l’histoire, la politique ou la culture dans diverses publications.
En 2015 et en 2019, il est président du jury national irlandais du prix de littérature de l’Union européenne.

### Joueur
Conor Kostick est très engagé dans Treasure Trap (en), l’un des plus grands jeux de rôle grandeur nature. C’est aussi un joueur du jeu Diplomatie : il a notamment gagné l’un des plus grands tournois du monde sur table en 2000, la ManorCon et a été membre de l’équipe nationale d’Irlande qui a gagné en ligne la coupe du monde par équipes nationales en 2012. Il a participé une fois au championnat du monde, 19e en 1994. Il a écrit pour livre numérique sur Diplomatie : The Art of Correspondence in the Game of Diplomacy (Curses & Magic, 2015).

### Romans
- Epic (en) (O’Brien Press, 2004; Viking Children’s Books, Spring 2007).
- Saga (O’Brien Press, 2006).
- The Book of Curses (O’Brien Press, 2007).
- Move (O’Brien Press, 2008).
- Edda (O’Brien Press/Viking Children’s Books, 2011).
- The Book of Wishes (Curses & Magic, 2013).

### Nouvelles
Uniquement sur livre numérique
- Kudos (Curses & Magic, 2015).
- Aliens (Curses & Magic, 2015).
- Revenge Upon the Vampyres (Curses & Magic, 2015).
- Dancers Beyond the Whorl of Time (Curses & Magic, 2015).
- The Siege of Mettleburg (Curses & Magic, 2015).
- The Murder Mystery (Curses & Magic, 2015).

### Sur les jeux
Uniquement sur livre numérique
- The Art of Correspondence in the Game of Diplomacy (Curses & Magic, 2015).

### Autres
- Irish Writers Against War (O’Brien Press, 2003), avec Katherine Moore.
- The Social Structure of the First Crusade (Brill, 2008).
- Revolution in Ireland (Cork University Press, 2009 [1996]).
- The Easter Rising, A Guide to Dublin in 1916 (O’Brien Press, 2009 [2000]), avec Lorcan Collins.
- The Siege of Jerusalem (Continuum, 2009).
- Medieval Italy, Medieval and Early Modern Women - Essays in Honour of Christine Meek (Four Courts, 2010).
- The Crusades and the Near East: Cultural Histories (Routledge, 2010).
- Strongbow (O’Brien Press, 2013).
- Michael O’Hanrahan (O’Brien Press, 2015).
- Making the Medieval Relevant (De Gruyter, 2019), co-editor.